# Eria dulitensis
Eria dulitensis är en orkidéart som beskrevs av Cedric Errol Carr. Eria dulitensis ingår i släktet Eria och familjen orkidéer. Inga underarter finns listade i Catalogue of Life.